# Приключенията на Лукчо
„Приключенията на Лукчо“ (на италиански: Le avventure di Cipollino, първоначално заглавие: Il romanzo di Cipollino) е повест от Джани Родари, издадена през 1951 г.
Това е детска история за политическо потисничество. В нея главният герой Лукчо се бори срещу несправедливото отношение спрямо зеленчуците от страна на плодовата аристокрация начело с принц Лимон и прекалено гордия дон Домат.
През 1961 г. излиза съветски анимационен филм (Чиполлино) по мотиви от книгата. През 1971 г. излиза и игрален съветски филм.

## Сюжет
В първата глава бащата на Лукчо, Лукан е арестуван от лимоните, защото настъпва принц Лимон. След като арестуват баща му, Лукчо отива в едно село. Запознава се с много други герои. В това село господари са графините Череши.

## Герои
Зеленчуци
- Лукчо – син на Лукан.
- Лукан – баща на Лукчо; несправедливо обвинен в опит за покушение срещу принц Лимон и хвърлен в затвора.
- Господин Грах – адвокат, след като е измамен от Дон Домат и осъден на смърт, е спасен от бесилото от Лукчо и приятели;
- Фасул – вехтошар.
- Бобчо, Картофчо, Репичка – деца.
- Мистер Морков – частен детектив; изключително глупав.
- Дон Домат – главен злодей; управител на замъка Череша. Появява се във втора глава. Там заплашва чичо Тиквичка, че ще го арестува и плаче за първи път, след като оскубва Лукчо.
- Чичо Тиквичка – собственик на къщичката, която става формалния повод за съпротивата на зеленчуците; меланхолик; колекционира въздишки.

Плодове
- Принц Лимон – самовлюбеният самодържец на земята на плодовете и зеленчуците. Поддържа военна диктатура с помощта на армия от лимони.
- Графините Череша първа и Череша втора – вдовици аристократки; собственици на селото.
- Граф Черешко – сираче, племенник на графините Череша; отхвърлен от роднините си, се сприятелява със зеленчуците.
- Ягодка – слугиня в замъка Череша; приятелка на Лукчо и Черешка;
- Маестро Круша – учител по цигулка; преследван интелигент;
- Барон Портокал – братовчед на покойния съпруг на Череша първа; голям чревоугодник.
- Дук Мандарина – братовчед на покойния съпруг на Череша втора; хипохондрик и манипулатор
- Майстор Гроздан – обущар. Работи в дюкяна си, където в трета глава идва Лукчо. По-късно е арестуван и избягва благодарение на Черешко. В последната глава става кмет на Селото.
- Чичо Боровинка – горски отшелник, който за известно време укрива къщичката на чичо Тиквичка.
- Кака Тиква – практична селянка.